# 第十二軍團 (英國)

第12集团军徽章

第12集团军（英语：Twelfth Army）是第二次世界大战期间英国在东南亚战区的一支集团军。第12集团军的名称实际上被使用过两次；第一次是在1943年，一个虚构的组织，第二次是1944/45年在缅甸。
第12集团军的代号号最初是由达德利·克拉克创建的、总部位于开罗的欺骗部门高级总部“A部队”使用的，用于巴克莱行动和齐柏林飞艇行动中使用的编队。后来它被用于缅甸的一个真正的编队，该编队接管了第14集团军的行动，后来成为缅甸司令部。